# Первая мировая война на Средиземном море
Первая мировая война на Средиземном море — боевые действия военно-морских сил воюющих государств на Средиземном море во время Первой мировой войны 1914—1918 годов.

## Кампания 1914 года
С началом Первой мировой войны, перед флотами Великобритании и Франции встала задача обеспечить безопасность перевозок французских войск по Средиземному морю из французских африканских колоний, непосредственно в саму Францию. Для этого надо было уничтожить германский линейный крейсер «Гебен» с сопровождавшим его лёгким крейсером «Бреслау», которые в начале войны находились у берегов Сардинии.
4 августа 1914 года «Гебен» и «Бреслау», обстреляв алжирские порты, направились в Константинополь. Несмотря на все усилия Британского флота, 10 августа германские крейсера вошли в Мраморное море. Вскоре «Гебен» и «Бреслау» вошли в состав турецкого флота. 29 октября «Гебен» и «Бреслау» обстреляли русские порты на Чёрном море, в результате чего Россия объявила войну Турции и англо-французский флот приступил к блокаде Дарданелл.
Также англо-французское командование считало первостепенной задачей на Средиземном море блокаду австрийского флота, чтобы тот не смог вырваться из Адриатического моря. Однако австрийский флот свёл все свои действия против Черногории. Англо-французские корабли не раз входили в Адриатическое море и пытались вызвать австрийский флот на бой, однако все попытки оказались безуспешными. Имели место всего единичные столкновения.
Кампания 1914 года свелась к блокаде австро-венгерского флота и стороны ждали решения Италии сохранит ли она нейтралитет, а если нет, то на чьей стороне выступит.

## Кампания 1915 года
Крупнейшей операцией в кампанию 1915 года была Дарданелльская операция, которая растянулась по времени почти на целый год.
Эта многообещающая операция целью которой был захват проливов и высадка союзного, англо-французского десанта, закончилась полным провалом. Та и другая стороны понесли громадные потери: союзники — 146 229 (в том числе англичане — 119 729), турки — 186 тыс. человек убитыми, ранеными и пропавшими без вести. На этом фоне успехи отдельных кораблей, как рейд E-11 в Босфор, только подчёркивали стратегический провал. Неудача операции оказала влияние на Болгарию. 14 октября 1915 года она выступила на стороне Центральных держав.
В мае 1915 года Италия выступила на стороне Антанты, в итальянский флот вошли некоторые французские и английские корабли. Итальянский флот значительно превышал по численности австро-венгерский флот, однако действия германских подводных лодок свели к минимуму действия союзников.
В начале 1915 года в Средиземное море проникли германские подводные лодки. Германские лодки прорвавшись в Средиземное море, проходя в подводном положении под сетями или в интервалах между группами дрифтеров, за кампанию 1915 года потопили около 100 торговых судов противника (общим тоннажем свыше 500 тыс. регистр. тонн). и только одна немецкая лодка погибла. Также значимой операцией флотов Антанты можно назвать эвакуацию сербской армии, разбитой австро-германо-болгарскими войсками осенью 1915 года. Австрийский флот не оказал серьёзного противодействия эвакуации.
Таким образом, союзникам, несмотря на вступление в войну Италии, что значительно увеличило их военно-морские силы, не удалось на Средиземном море в кампанию 1915 года достигнуть каких-либо результатов.

## Кампания 1916 года
В начале 1916 года все флоты пополнились новыми боевыми единицами. Задачи флотов на кампанию 1916 года не изменились, союзники также стремились обеспечить безопасность морских коммуникаций от германских подлодок и поддержать итальянскую армию при наступлениях на Изонцо. Австрийский флот должен был содействовать своим сухопутным войскам и охранять коммуникации на Адриатике.
Германские подлодки продолжали активные действия на всём Средиземном море. В действиях на сообщениях лодки использовали все виды оружия, которыми они располагали: торпеды, мины, артиллерию. В 1916 году большое применение нашли мины. Лодки ставили мины в Адриатическом море, Тарентском заливе, на подходах к Мальте, в восточной части Средиземного моря — у бухты Мудрос острова Лемнос, Салоник, острова Крит, Александрии и Порт-Саида; в западной половине моря — у Генуи, Марселя, Орана, Бизерты, а также в Атлантическом океане — у Лиссабона. Всего за год было выставлено лодками 418 мин. Союзники несли большие потери от подводной войны, в ноябре они достигли 170 000 брутто-тонн. Все действия союзников были безрезультатными.
За весь 1916 год немцы и австрийцы потеряли всего 4 подводные лодки. Активных действий на Адриатике также не велось, однако австрийский флот потерял два линкора. Один из-за внутреннего взрыва, второй подорвался на мине.

### Действия на Чёрном море
С введением в строй нового линкора-дредноута «Императрица Екатерина Великая» (18 октября 1915) русский флот получил решающее преимущество. 8 января 1916 произошло первое и последнее боестолкновение «Екатерины» и «Гебена». После обмена залпами на предельной дистанции, германскому крейсеру удалось оторваться и уйти в Босфор, отделавшись лишь осколочными попаданиями. В течение 1916 «Гебен» выходил в Чёрное море лишь несколько раз; основное время было посвящено ремонту и модернизации.

## Кампания 1917 года
Средиземноморские коммуникации имели очень важную роль для стран Антанты. Они связывали Англию, Францию и Италию с их колониальными владениями в Африке, Азии, Австралии.
На средиземноморских коммуникациях действовали главным образом немецкие лодки. Задачей австрийских лодок была борьба на сообщениях в Адриатике. Несмотря на незначительное число действовавших лодок, союзники стали нести серьёзные потери в тоннаже. В апреле 1917 года германские лодки потопили 94 судна.
Летом германское командование увеличило число своих лодок в Средиземном море, доведя их до 34. За 1917 год неограниченной подводной войны на Средиземном море германские и австрийские лодки потопили 651 судно союзников и нейтральных стран общим тоннажем 1 млн 647 тыс. тонн. Немцы потеряли 3 лодки, австрийцы 1.
Итальянский и австрийский флота вели боевые действия между собой только в Адриатике. В 1917 году боевые действия несколько оживились произошли несколько крупных столкновений между австрийскими и итальянскими кораблями.
Кампания 1917 года на Средиземноморском театре закончилась неблагоприятно для Антанты. Германские подводные лодки нанесли огромный ущерб военно-морским силам Антанты. Справиться с подводной опасностью союзникам не удалось из-за медленного и запоздалого осуществления мероприятий по противолодочной обороне.

### Действия на Чёрном море
Поставки угля из Восточной Турции в Константинополь практически прекратились, что лишило турецкий военный флот подвижности: в течение 1917 «Гебен» не вёл активных действий. После захвата власти в Петрограде (7 ноября 1917), правительство Ленина немедленно заключило перемирие с Турцией (20 декабря 1917), в результате чего турецкий флот возобновил поставки угля и получил возможность активных действий против союзников.

## Кампания 1918 года

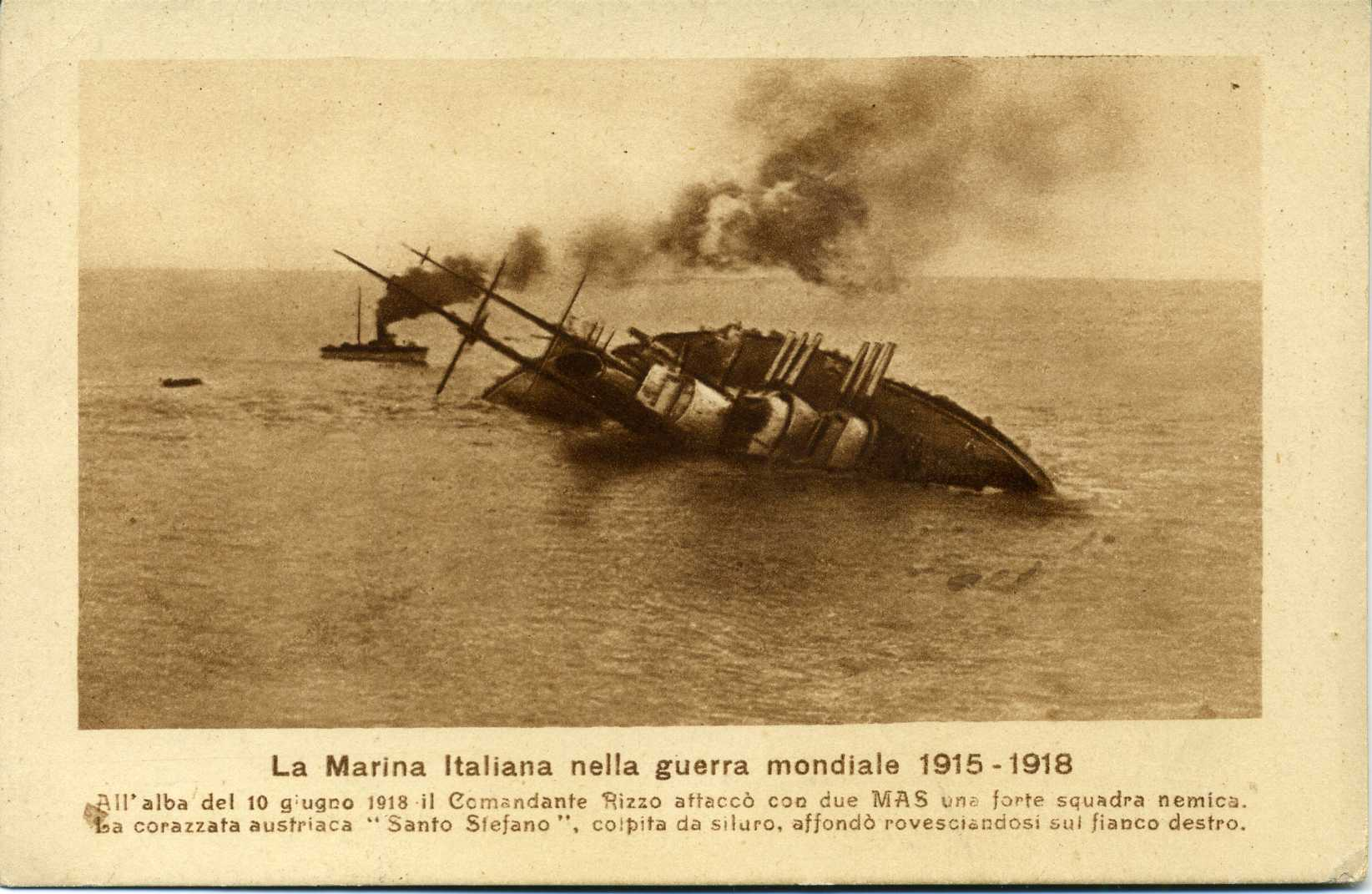
Последние минуты линкора «Сент Иштван», 1918

После выхода России из войны, германо-турецкое командование решило использовать флот для оказания поддержки турецким войскам в Палестине. Реализации этого замысла мешало присутствие дозорных сил британского флота на выходе из Дарданелл. 20 января «Гебен» и «Бреслау» вышли в Эгейское море с целью атаковать британскую базу в бухте Мудрос на Лемносе. По пути к острову произошло столкновение с британскими мониторами и эскадренными миноносцами вблизи острова Имброс. Бой окончился успешно для немцев: были потоплены два монитора, но при дальнейшем движении к острову Лемнос германские корабли наскочили на минное поле и получили множественные повреждения: «Бреслау» затонул, а «Гебену» удалось уйти в Дарданеллы, под прикрытие береговых батарей и сесть на мель. Снятие с мели заняло 6 суток, в течение которых крейсер подвергался постоянным атакам британской авиации. Снявшись с мели, «Гебен» ушёл на ремонт в Севастополь, занятый к тому времени немецкими войсками.
Основной проблемой для союзников были подводные лодки, которые продолжали наносить ощутимые потери. Однако к лету потери Антанты снизились, из-за введения системы конвоирования и охраны судов. В 1918 году немцы потеряли 13 лодок.
10 июня, в Адриатическом море в результате атаки итальянского торпедного катера типа MAS был потоплен новейший австрийский линкор «Szent István». Потопление линкора показало возрастающее боевое значение этого нового класса кораблей. 1 ноября итальянцы потопили второй австрийский линкор «Вирибус Унитис» с помощью другого нового средства — боевых пловцов. 3 ноября, после подписания с Австро-Венгрией перемирия, военные действия на Средиземном море прекратились.